# HD6164
HD6164 — хімічно пекулярна зоря спектрального класу A0, що має видиму зоряну величину в смузі V приблизно  7,8.
Вона  розташована на відстані близько 2651,7 світлових років від Сонця.

## Пекулярний хімічний вміст
Зоряна атмосфера HD6164 має підвищений вміст 
Si
.